# Jean-François de Pérusse des Cars

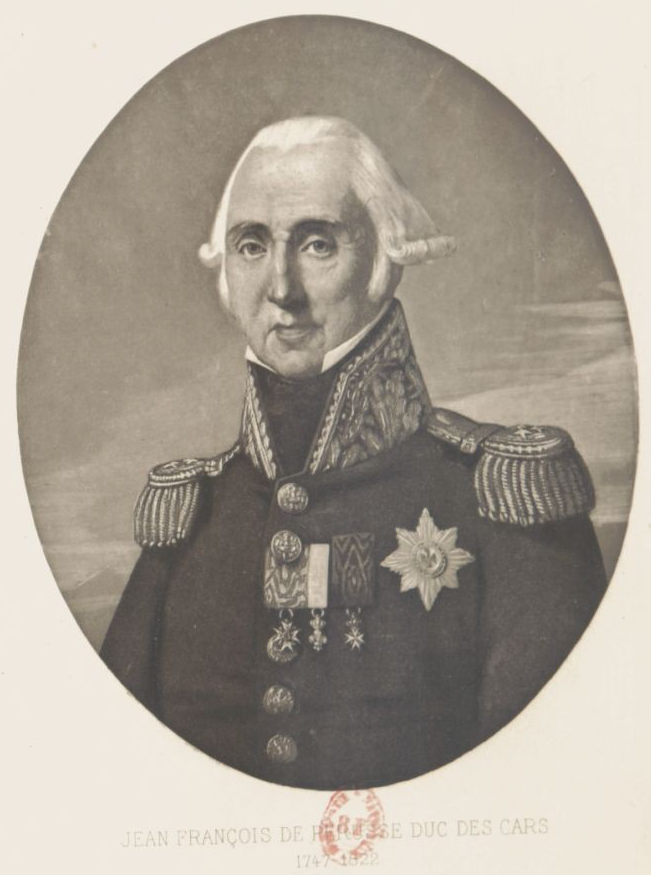
Jean-François de Pérusse des Cars.

Jean-François de Pérusse Des Cars (skrev sig d'Escars), född den 15 november 1747 i Paris, död där den 9 september 1822, var en fransk hertig, militär och memoarförfattare. Han var bror till Louis-François-Marie de Pérusse des Cars och kusin till François-Nicolas-René de Pérusse des Cars, även de generaler.
des Cars tjänade 1767–1769 vid flottan och sedermera vid armén, men huvudsakligen vid hovet, där han länge var anställd hos greven av Artois. Han emigrerade 1789, var 1791–1792 de kungliga prinsarnas fullmäktige vid svenska hovet och levde därefter en tid i Tyskland. Efter restaurationen blev han generallöjtnant (1814), premier maître de l'hôtel du roi (1815) och hertig (1816; han hade efter sina äldre bröders död blivit baron 1782 och greve 1815). I hans Mémoires (2 band, 1890), omfattande tiden till och med 1792, upptecknade långt 
efter tilldragelserna endast ur minnet och av ringa historiskt värde, ägnas ett par kapitel åt Sverige.